# Wehrturm Breitenbrunn

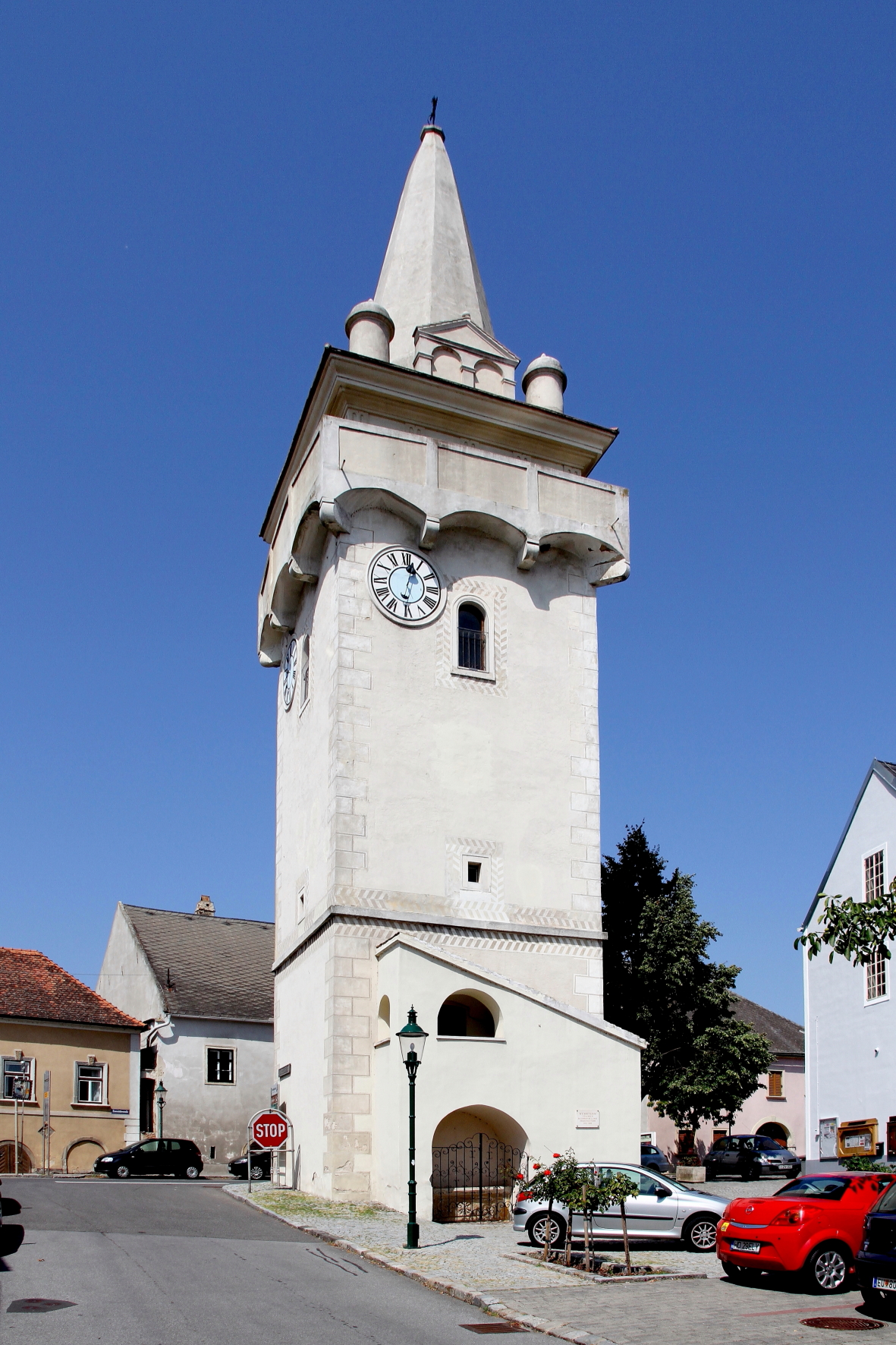
Wehrturm

Der Wehrturm Breitenbrunn steht in der Gemeinde Breitenbrunn am Neusiedler See im Bezirk Eisenstadt-Umgebung im Burgenland. Der Turm in der Nutzung als Museum steht unter Denkmalschutz (Listeneintrag).

## Geschichte
Der Wehrturm als Rest der ehemaligen Ortsbefestigung entstand in der ersten Hälfte des 17. Jahrhunderts, er wurde auch als Türkenturm und Pranger bezeichnet. Eine Inschrift an der Stiegenlaube nennt 1688, wohl ein Jahr der Restaurierung. 1837 war eine Renovierung, 1968/1969 eine Restaurierung.
Seit 1969 besteht ein Museum.

## Beschreibung
Der Turm mit einem quadratischen Grundriss hat oben einen Umgang mit einer Steinbrüstung auf Konsolen, darüber befindet sich eine Terrasse mit einem umlaufenden profilierten Gesims, mit einem Giebel und runden Türmchen, der Turm trägt mittig eine achtseitige steinerne steile Pyramide.